# ریک دیویس
ریک دیویس (انگلیسی: Rick Davis؛ زادهٔ ۲۴ نوامبر ۱۹۵۸) یک بازیکن فوتبال اهل ایالات متحده آمریکا است.
وی همچنین در تیم ملی فوتبال ایالات متحده آمریکا بازی کرده است.